# Данилов, Сергей Петрович
Серге́й Петро́вич Дани́лов (7 октября 1896, Нижний Новгород, Российская империя — 10 сентября 1918, Царевококшайск, Казанская губерния, РСФСР) — советский революционный и военный деятель, активист советской власти. Первый председатель Царевококшайской уездной Чрезвычайной Комиссии. Участник I мировой войны. Член РСДРП(б) с 1917 года.

## Биография
Родился 7 октября 1896 года в Нижнем Новгороде. Окончил духовное училище, в 1916 году — Кронштадтскую школу юнг.
В 1916 году — участник Первой мировой войны, командир роты. В 1917 году принят в  РСДРП(б). В 1918 году в Нижегородской губернии: начальник Богородского отряда РККА, районный военком.
28 августа 1918 года в составе красноармейского отряда прибыл в Царевококшайск с целью установления революционного порядка, 29 августа 1918 года стал первым председателем созданной Царевококшайской уездной Чрезвычайной Комиссии.
Погиб 10 сентября 1918 года при подавлении крестьянских волнений в д. Княжна.

## Награды
- Орден Святого Станислава III степени[1]
- Орден Святого Станислава IV степени[1]

## Память
- Бульвар его имени в г. Йошкар-Оле[4][5].
- 15 января 1919 года решением Царевококшайского уездного исполкома деревня Княжна в честь С. П. Данилова была переименована в деревню Данилово, однако это название не закрепилось. Указом Президиума Верховного Совета РСФСР от 20 ноября 1967 года деревня получила своё окончательное название — д. Данилово[2][6].
- В память о С. П. Данилове и других погибших чекистах рабочие совхоза «Семёновский» Марийской АССР 10 сентября 1970 года при въезде в д. Данилово установили обелиск, на барельефе которого было написано: «Первому председателю Царевококшайской уездной Чрезвычайной комиссии Сергею Петровичу Данилову и сотрудникам ЧК Григорию Анисимову, Дмитрию Волкову, Николаю Зарубину, погибшим в борьбе с контрреволюцией 10 сентября 1918 года»[3].